# Saga de Xam
Saga de Xam es un cómic escrito por el director de cine Jean Rollin e ilustrado por Nicholas Devil. Se publicó en 1967 por la editorial francesa Le Terrain Vague, de Éric Losfeld, como una historia única sin continuación.

## Personaje y trama
El libro, inspirado en la serie de historietas Barbarella (1964), de Jean-Claude Forest, cuenta la historia de «Saga», una joven de rostro azul procedente del planeta «Xam», ideal de la nueva mujer, atrevida, aventurera y sexualmente liberada. La trama, en general, trata de problemas raciales y de la violencia, mostrando al personaje protagonista visitando la Tierra en diferentes épocas para aprender acerca de la supervivencia humana.
Se trata de uno de los más excepcionales ejemplos de novela gráfica psicodélica, que presenta numerosos temas típicos de la segunda mitad de la década de los sesenta. Las páginas del cómic se dibujaron originalmente en hojas de gran tamaño que, posteriormente en su edición, se redujeron al formato habitual en la época de este tipo de publicaciones (25 x 32cm, aproximadamente), lo que motivó que los textos quedaran muy pequeños y no se pudieran leer  bien. La primera edición se realizó en color; no así la reimpresión posterior, que se editó en blanco y negro.